# Aparició (Star Trek: La nova generació)
"Aparició" (títol original en anglès "Emergence") és el 23è episodi de la setena temporada, i el 175è de tota la sèrie, de la sèrie de televisió de ciència-ficció estatunidenca Star Trek: La nova generació. Es van emetre originalment el 9 de maig de 1994 en redifusió als Estats Units. Va ser escrit per Joe Menosky i dirigit per Cliff Bole.
Ambientada al segle XXIV, la sèrie segueix les aventures de la tripulació de la nau de la Flota Estel·lar de la Federació Enterprise-D sota el comandament del capità Jean-Luc Picard. En aquest episodi, la tripulació té una experiència estranya a l'holocoberta i problemes amb l'Enterprise. L'episodi explora la relació entre la tecnologia i els seus creadors.

## Argument
El tinent comandant Data, mentre practica la interpretació a l'holocoberta de l'«Enterprise», se sorprèn quan el tren de l'Orient Express travessa el seu plató de l'obra de Shakespeare La tempesta. Més tard, l'«Enterprise» salta sobtadament a la velocitat de curvatura; una investigació posterior mostra que la nau havia estat patint una distorsió mortal del flux theta, i només saltant a la velocitat warp es va salvar de la destrucció. Data postula que això pot ser una característica de seguretat prèviament desconeguda de l'«Enterprise», i ell i l'Enginyer en cap La Forge investiguen la nau, descobrint aviat un dels diversos nodes petits que connecten els diversos sistemes de la nau, tots protegits pels seus propis camps de força. La major part dels nodes es connecten a la holocuberta i la tripulació va a investigar.
A l'interior, es troben a la simulació de l'Orient Express que s'està executant actualment, on diversos personatges aleatoris interactuen de maneres estranyes. Data intenta tancar el programa sense èxit. Mentre miren, un personatge gàngster dispara i mata el maquinista del tren, i el conductor estira una corda; l'"Enterprise" torna a entrar sobtadament en curvatura. En sortir de la holocoberta, la tripulació troba molts més nodes per la nau, connectant tots els sistemes principals excepte l'ordinador principal; Data creu que la formació dels nodes és similar a l'estructura del cervell humà i postula que l'"Enterprise" està desenvolupant la seva pròpia intel·ligència.
Data, Worf i la consellera Troi tornen a la holocoberta per obtenir més informació. El personatge gàngster pren un maó de l'enginyer i baixa a la següent parada, Keystone City, que els tres segueixen. El gàngster col·loca el maó en una paret, completant-la; al mateix temps, La Forge detecta una pujada de tensió en una bodega de càrrega i troba un objecte estrany que s'està construint àtom per àtom. Data intenta accedir als circuits de la holocoberta, però això fa que la nau tremoli violentament. Troi creu que els personatges intenten representar diversos papers en la creació d'una nova entitat, i el Capità Picard està d'acord a deixar que la simulació segueixi el seu curs i que l'objecte de la bodega de càrrega, considerat una nova forma de vida, es desenvolupi.
A la holocoberta, Data, Worf i Troi tornen al tren i descobreixen que es dirigeix a Ciutat Vertiforme, la seva destinació final; mentrestant, l'"Enterprise" ha arribat a una estrella nana blanca i ha començat a recollir partícules de fusió, alimentant-les al nou objecte de la bodega de càrrega. Tanmateix, el subministrament de partícules de l'estrella és limitat i la brillantor de l'objecte comença a disminuir; a la holocoberta, els personatges simulats tenen una resposta de xoc i el conductor treu el fre d'emergència, cosa que fa que no sols s'aturi el tren, sinó que també fa que es talli l'energia a tot l'"Enterprise". La Forge determina que sense noves partícules de conversió, la forma de vida s'extingirà.
De sobte, l'"Enterprise" torna a entrar en curvatura, desviant energia de tots els altres sistemes de la nau, inclòs el suport vital, per mantenir la seva velocitat màxima; el conductor de la simulació de la holocuberta afirma que ara es dirigeixen cap a Nova Ciutat Vertiforme. Amb poc temps per a la tripulació, Data suggereix al conductor que coneix una ruta més curta i aconsegueix accedir al motor del tren, des del qual pot controlar el curs de l'"Enterprise". Amb l'ajuda de La Forge, Data dirigeix la nau cap a una nebulosa propera i posteriorment dispara un torpede modificat, provocant la generació de nombroses partícules de conversió. La nau les recull i completa la forma de vida, mentre els passatgers simulats del tren celebren la seva arribada. La forma de vida completa s'eleva per si sola i surt de la bodega de càrrega; l'"Enterprise" torna al funcionament normal. Després de verificar que els seus sistemes han tornat al seu control i de tornar a la seva missió anterior, la tripulació especula sobre la naturalesa d'aquesta nova forma de vida.

## Artistes convidats
- David Huddleston - El director d'orquestra
- Vinny Argiro - El sicari
- Thomas Kopache - L'enginyer
- Arlee Reed -El conreador

## Producció
L'episodi va sorgir d'una idea de Brannon Braga, que estava decidit a produir un altre episodi hologràfic abans del final de "Star Trek: La nova generació". Originalment va imaginar que l'Enterprise desenvolupés una consciència manifestada a través d'una barreja salvatge de nombrosos programes hologràfics diferents.
Naren Shankar va fer algunes revisions al guió, però no va ser acreditat per elles als crèdits de l'episodi.
El plató de Nova York al solar dels estudis Paramount es va utilitzar com a teló de fons per a Keystone City. Per al pla exterior de l'Orient Express, es van reutilitzar imatges de la pel·lícula de 1974 Assassinat a l'Orient Express, mentre que per al pla interior es va utilitzar un plató lleugerament reelaborat de la pel·lícula de 1992 Dràcula de Bram Stoker.
La criatura que emergeix a l'Enterprise són imatges completament generades per ordinador. L'efecte va ser creat per Amblin Entertainment.
Per a la nebulosa MacPherson, Dan Curry es va basar en una obra experimental existent.

## Recepció
Keith DeCandido va fer una crítica a "tor.com" el 2013, considerant-lo un episodi molt deficient de "Star Trek: La nova generació" i una prova que la sèrie ja havia perdut força. Va criticar la manca total de debat filosòfic o moral sobre el fet que l'"Enterprise" crea una nova forma de vida. En temporades anteriors, sens dubte n'hi hauria hagut un. A DeCandido tampoc li va agradar el fet que els actors principals reaccionessin a les escenes, de vegades molt grotesques, de la holooberta amb una actuació força mediocre.
El 2014, Ars Technica va dir que aquest era un dels pitjors episodis de la setena temporada, qualificant-lo de "ridículament terrible".

## Publicacions de vídeo
Aquest vídeo es va publicar al Japó en LaserDisc el 9 d'octubre de 1998 com a part de la col·lecció de mitja temporada Log.14: Seventh Season Part.2. Aquest conjunt incloïa episodis des de "Cobertes inferiors" fins a la part II de "Totes les coses bones...", amb pistes d'àudio en anglès i japonès.